# PSL Research University
PSL Research University, kortweg PSL (voor Paris Sciences & Lettres), is een universiteit in Parijs met circa 19.000 studenten, bestaande uit verschillende instituten waarvan sommigen, zoals de École normale supérieure (ENS), een hoge reputatie hebben. Daarmee wordt de PSL als een van de meest prestigieuze universiteiten in Frankrijk beschouwd.
PSL voert onderzoek en onderwijs op het gebied van natuurwetenschappen, technologie, bestuurskunde, economie, taalkunde, politieke wetenschappen, kunsten en filosofie.

## Deeluitmakende universiteiten en Grandes Écoles
- Collège de France
- École nationale supérieure de chimie de Paris
- École normale supérieure
- École supérieure de physique et de chimie industrielles de la ville de Paris
- Institut Curie
- École nationale supérieure des mines de Paris
- Observatorium van Parijs
- Universiteit Paris-Dauphine
- Centre national de la recherche scientifique
- Institut national de la santé et de la recherche médicale

- Bibliothèque nationale de France: cb17023779g (data)
- Gemeinsame Normdatei: 1054386358
- International Standard Name Identifier: 0000 0004 1784 3645
- Library of Congress Control Number: no2014114917
- MusicBrainz: d31ad0f6-0c98-409e-a760-767ba53a93fc
- Nationale Bibliotheek van Israël: 987011596266905171
- Système universitaire de documentation: 241597595
- Virtual International Authority File: 309651403